# サーフィング・ウィズ・ジ・エイリアン
『サーフィング・ウィズ・ジ・エイリアン』（Surfing with the Alien）は、アメリカ合衆国のギタリスト、ジョー・サトリアーニが1987年に発表した2作目のスタジオ・アルバム。

## 背景
「オールウェイズ・ウィズ・ミー、オールウェイズ・ウィズ・ユー」はサトリアーニの妻に捧げられた曲で、「サッチ・ブギー」はジャズ・ドラマーのジーン・クルーパをイメージして作曲された。所属レーベルのRelativity Recordsの社長バリー・コブリンは、サトリアーニから本作の制作の話を持ちかけられた際、流行のスタイルではないと訝しむ一方で、「サッチ・ブギー」のライヴ演奏を聴き「良いじゃないか、アルバム全体がこういう路線なのかい?」と尋ねたところ、サトリアーニは「大体こんな感じさ、曲のストックはまだまだある」と答えたという。そして、本作は1万3千ドルという低予算で制作された。
サトリアーニは当時まだアイバニーズのシグネイチャー・モデルを開発しておらず、本作のレコーディングでは、2本のクレイマー・ペイサー（以前より使用してきた2つのハムバッカー・ピックアップを搭載した白いギターと、新たに購入した、3つのシングルコイルのピックアップを搭載したギター）や、自身のオリジナル・ギター（ブギー・ボディ・ギターのボディやESP製のネックなどが寄せ集められた）を使用した。ただし、新たに購入したクレイマー・ペイサーは使い勝手が悪く、サトリアーニは2017年のインタビューにおいて「スタジオでも限定的にしか使われなくて、私は今でもそのギターを持っているけど、レコーディングが終わってからは一度も使っていないし、どう使っていいかわからない。だけど、不完全な作りのギターとはいえ安かったから、メーカーには感謝しているよ」とコメントしている。
本作の仮タイトルは『ローズ・オブ・カルマ』だったが、あるイギリス人インタビュアーからタイトルが良くないと指摘されたため、『サーフィング・ウィズ・ジ・エイリアン』に変更された。デザイナーを務めたJim Kozlowskiの案により、ジャケットにはマーベル・コミックのキャラクター「シルバーサーファー」が使用された。

## 反響
アメリカでは自身初のBillboard 200入りを果たし、最高29位を記録した。なお、サトリアーニは1988年にミック・ジャガーのツアー・ギタリストを務めていた頃、本作がジャガーの最新作『プリミティヴ・クール』の全米チャート最高順位を超えたという連絡をマネージャーから受け、サトリアーニ自身は「どうすればいいのか分からなくなった」とのことだが、ジャガーからは「ジョー、本当に凄いな。その調子で頑張れよ」と励まされたという。本作はその後も売り上げを伸ばし、1992年2月にはRIAAによってプラチナ・ディスクの認定を受けている。
オーストラリアでは1988年10月30日付のアルバム・チャートで初登場28位となり、同年11月27日に最高10位を記録して、最終的には25週連続でトップ50入りするヒットとなった。また、「オールウェイズ・ウィズ・ミー、オールウェイズ・ウィズ・ユー」は、オーストラリアのシングル・チャートで最高37位を記録している。

## 評価
第31回グラミー賞では、本作が最優秀ロック・インストゥルメンタル・パフォーマンス賞にノミネートされ、収録曲「オールウェイズ・ウィズ・ミー、オールウェイズ・ウィズ・ユー」は最優秀ポップ・インストゥルメンタル・パフォーマンス賞にノミネートされた。ジョージ吾妻は『BURRN!』誌1988年1月号のレビュー（当時は日本盤が発売されておらず「輸入盤アルバム」の枠で紹介された）で100点満点中72点を付け「ともすれば退屈になりがちなインスト・ナンバーにも、かなり多くのヴァリエーションを持ち込んでいて、このアルバムにかけるハッスルぶりがよくわかる」「そろそろ"スティーヴ・ヴァイの先生"という肩書きははずして、同じ土俵の中で見るべきだろう」と評している。また、Stephen Thomas Erlewineはオールミュージックにおいて5点満点中4.5点を付け「1980年代中期から後期におけるギター・プレイの金字塔とみなせる作品で、速弾き全盛期における美点をすべて捉えている」と評している。
「サーフィング・ウィズ・ジ・エイリアン」のギター・ソロは、『ギター・ワールド』誌のスタッフが2008年に選出した「最も偉大なギター・ソロ100」において30位となった。

## リイシュー
2016年に発売された日本盤再発CD (SICP-30913)には、ボーナス・トラック「ザ・クラッシュ・オブ・ラヴ」が追加された。この曲は、元々は『ギター・プレイヤー』誌1988年2月号に付属していたソノシートの収録曲で、同年発表のEP『ドリーミング #11』にも、唯一のスタジオ録音の新曲として収録されていた。
2019年11月29日には、本作収録曲の全曲に関してギター・ソロやメロディを除去した「ストリップト・ヴァージョン」と呼ばれるボーナス・ディスクが付属した2枚組の再発LPが、3500枚限定で発売されたが、アートワークにおけるマーベル・コミックの使用料が高額になったことから、ここでのジャケットはサトリアーニ所有のギターを描いたイラストに差し替えられた。

## 収録曲
全曲ともジョー・サトリアーニ作曲。
1. サーフィング・ウィズ・ジ・エイリアン - Surfing with the Alien - 4:25
2. アイス9 - Ice 9 - 3:59
3. クラッシング・デイ - Crushing Day - 5:14
4. オールウェイズ・ウィズ・ミー、オールウェイズ・ウィズ・ユー - Always with Me, Always with You - 3:22
5. サッチ・ブギー - Satch Boogie - 3:13
6. ヒル・オブ・ザ・スカル - Hill of the Skull - 1:48
7. サークルズ - Circles - 3:28
8. ローズ・オブ・カルマ - Lords of Karma - 4:48
9. ミッドナイト - Midnight - 1:42
10. エコー - Echo - 5:37

### 日本盤リマスターCD（2016年）ボーナス・トラック
1. ザ・クラッシュ・オブ・ラヴ - The Crush of Love - 4:18

## 参加ミュージシャン
- ジョー・サトリアーニ - ギター、ベース、キーボード、パーカッション、ドラム・プログラミング
- ジョン・クニベルティ - パーカッション
- ジェフ・キャンピテリ - ドラムス、パーカッション
- ボンゴ・ボブ・スミス - パーカッション、ドラム・プログラミング、サウンドデザイン